# Gedenkstätte der Vertriebenen (Wolfhagen)

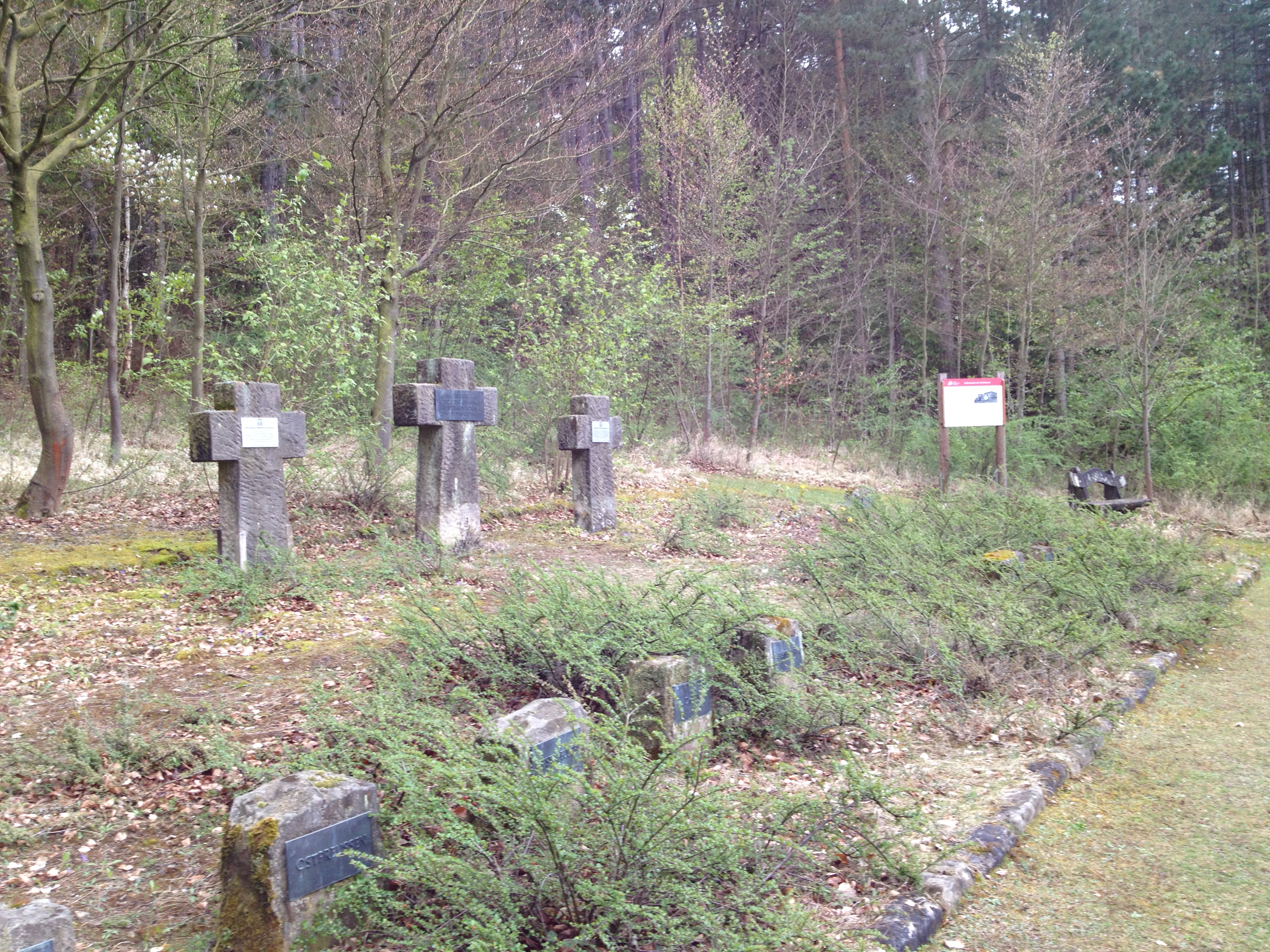
Die Gedenkstätte der Vertriebenen am Ofenberg in Wolfhagen.

Das Mahnmal auf dem Ofenberg in Wolfhagen erinnert an die Opfer von Deportation, Flucht sowie Vertreibung. Es ist ein Kulturdenkmal laut Hessischem Denkmalschutzgesetz und gehört zum Eco Pfad Kulturgeschichte Wolfhagen.

## Mahnmal
Das Mahnmal erinnert an deutsche Geflohene und Vertriebene nach dem Zweiten Weltkrieg. Es umfasst zwölf Gedenksteine, die die Herkunftsregionen der Geflohenen und Vertriebenen bezeichnen, sowie drei Steinkreuze. Neben dem Mahnmal befindet sich eine Infotafel aus der Reihe des Eco Pfad Kulturgeschichte Wolfhagen.

## Entstehungsgeschichte
1955 wurde das Mahnmal vom Bund der Vertriebenen errichtet. 1951 lebten in Wolfhagen über 2300 Geflüchtete, Evakuierte und Displaced Persons. Die Infotafel wurde 2010 im Rahmen des neu eingerichteten Eco Pfads ergänzt.